# Selenops muehlmannorum
Espèce
Selenops muehlmannorum est une espèce d'araignées aranéomorphes de la famille des Selenopidae.
Cette araignée est dénommée "araignée plate" car son corps est très aplati.

## Distribution
Cette espèce est endémique du Laos. Elle se rencontre à Vat Phou Salao à 149 m d'altitude.

## Description
La carapace du mâle holotype mesure 4,7 mm de long sur 5,2 mm et l'abdomen 5,4 mm de long sur 3,9 mm. La carapace de la femelle paratype mesure 4,0 mm de long sur 4,4 mm et l'abdomen 6,3 mm de long sur 4,1 mm.
Le corps est très aplati. Les yeux sont disposés en deux rangs (6-2).

## Étymologie
Cette espèce est nommée en l'honneur de la famille Mühlmann.

## Publication originale
- Jäger & Praxaysombath, 2011 : Selenops muehlmannorum spec. nov. from southern Laos (Araneae: Selenopidae). Zootaxa, no 2883, p. 65-68 (texte intégral).
- Norman I. Platnick (trad. Denis Richard), Les araignées du monde, Édition Ulmer, octobre 2021, 256 p.  (ISBN 978-2-37922-192-7), Araignées plates pages 232 et 233